# Bark (Barczewo)
Bark (deutsch Barkeim, (?)1939–1945 Barkheim) ist ein Ort in der polnischen Woiwodschaft Ermland-Masuren. Er gehört zur Gmina Barczewo (Stadt-und-Land-Gemeinde Wartenburg in Ostpreußen) im Powiat Olsztyński (Kreis Allenstein).

## Geographische Lage
Bark liegt im Westen der Woiwodschaft Ermland-Masuren, zwölf Kilometer nordöstlich der Kreis- und Woiwodschaftshauptstadt Olsztyn (deutsch Allenstein).

## Geschichte
Der bis 1855 bestehende Abbau Lang bestand aus zwei mittleren Höfen. Am 6. Oktober 1855 wurde amtlich beurkundet: „Dem auf der Feldmarl der Stadt Wartenburg von Grundbesitzer Lang daselbst neu errichteten Etablissement ist von der königl. Regierung der Name „Barkheim“ beigelegt worden, ohne dass in den bisherigen Kommunal-, polizeilichen und sonstigen Verhältnissen hierdurch etwas geändert wird“. Bei der Volkszählung am 1. Dezember 1905 meldete Barkeim zwei Wohnstätten bei 26 Einwohnern. Im Jahre 1921 fungierte August Krämer als Grundbesitzer. Bis 1945 war der kleine Ort ein Wohnplatz in der Stadt Wartenburg i. Ostpr. (polnisch Barczewo). Im Jahre 1939 soll die Namensschreibweise in „Barkheim“ geändert worden sein.
Im Zuge der Abtretung des gesamten südlichen Ostpreußen 1945 an Polen erhielt Barkheim die polnische Namensform „Bark“. Heute ist die Siedlung (polnisch = Osada) eine Ortschaft mit dem Rang eines Sołectwo (= „Schulzenamt“) in der Gmina Barczewo (Stadt-und-Land-Gemeinde Wartenburg i. Ostpr.) im Powiat Olsztyński (Kreis Allenstein), 1975 bis 1998 der Woiwodschaft Olsztyn, seither der Woiwodschaft Ermland-Masuren zugehörig.

## Kirche
Als Wohnplatz in der Stadt Wartenburg war Barkeim resp. Barkheim bis 1945 in die evangelische Kirche Wartenburg (Ostpreußen) in der Kirchenprovinz Ostpreußen der Kirche der Altpreußischen Union, außerdem in die Wartenburger St.-Anna-Kirche eingepfarrt.
Nach Barczewo gehörte Bark katholischerseits auch heute. Die Pfarrei liegt jetzt im Erzbistum Ermland. Evangelischerseits ist Bark zu Christus-Erlöser-Kirche Olszty (Allenstein) ausgerichtet. Sie ist in die Diözese Masuren der Evangelisch-Augsburgischen Kirche in Polen eingegliedert.

## Verkehr
Bark ist von den Nachbarorten Łęgajny (Lengainen) und Kaplityny (Kaplitainen) jeweils auf direktem Wege zu erreichen. Die nächste Bahnstation ist Łęgajny. Sie liegt an der PKP-Linie 353: Posen–Toruń–Olsztyn–Skandawa (–Tschernjachowsk), die heute allerdings nicht mehr bis in die russische Oblast Kaliningrad (Königsberger Gebiet) führt.